# Emiliano Guerra
Emiliano Rubén Guerra (ur. 3 kwietnia 1985) – argentyński zapaśnik walczący w stylu wolnym. Piąty na mistrzostwach panamerykańskich w 2006 i igrzyskach Ameryki Południowej w 2014. Zdobył brązowy medal na igrzyskach Ameryki Południowej z 2006 roku.